# ミナミメダカ

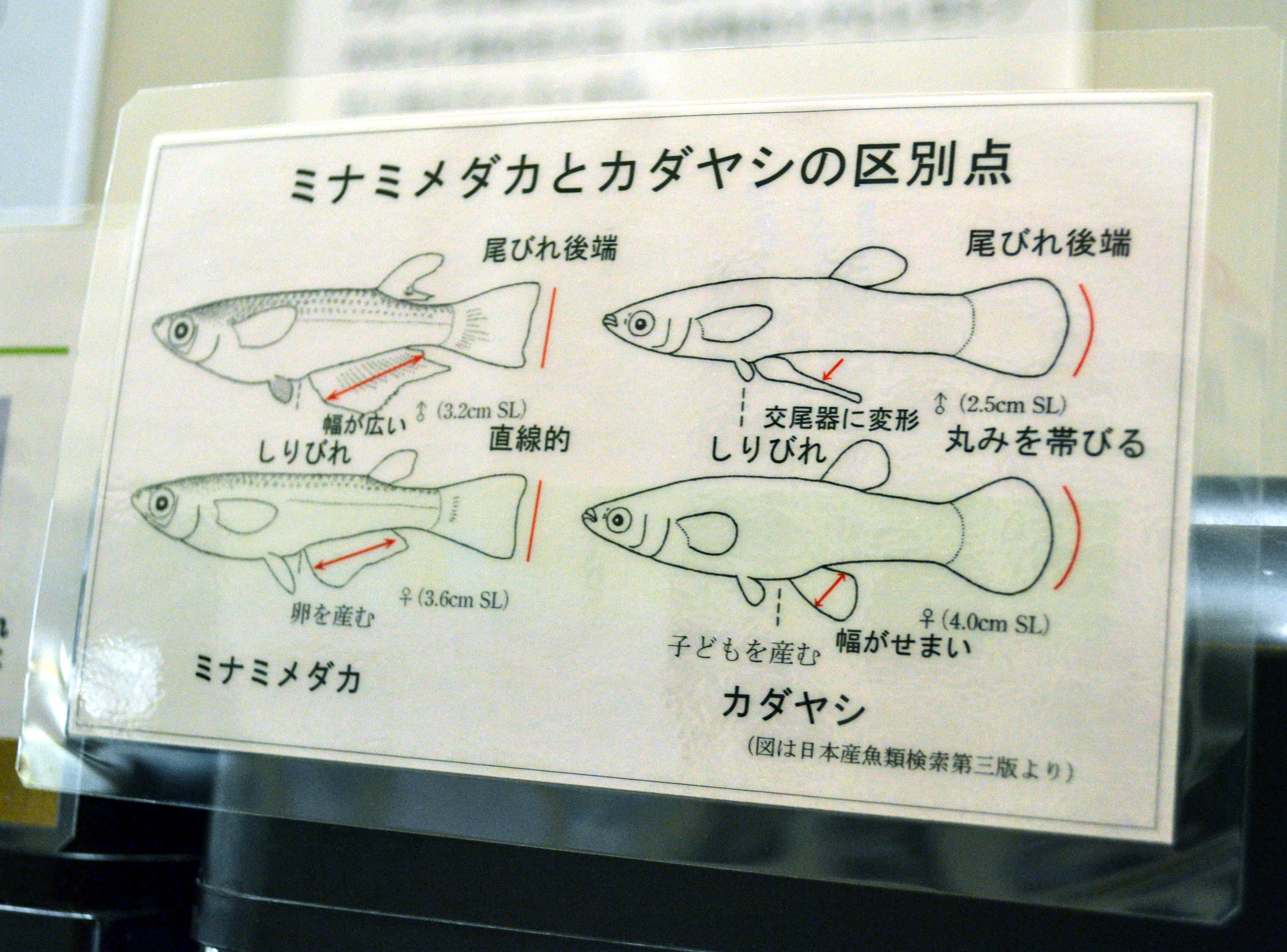
ミナミメダカとカダヤシの違い

ミナミメダカ（南目高、学名：Oryzias latipes）は、ダツ目メダカ科メダカ属に分類される硬骨魚類の一種。淡水魚。体長 4センチメートル程度の小魚である。

## 名称
学名のうち、種小名の latipes（ラティペス）は、ラテン語でのlāti-「広い」とpēs「足」をあわせて「広い足」を意味する。属名 Oryzias（オリュジアス、オリジアス）のほうは、ラテン語で米を意味しイネの属名でもある Oryza に由来して種小名命名の60年後（1906年）に命名された。

## 生物的特徴
従来はキタノメダカと共にメダカ1種とされていたが、2012年にキタノメダカと分離された。学名は旧「メダカ」のものを本種が引継ぎ、キタノメダカは新設された。本種とキタノメダカは遺伝的には別種といってよいほど分化がみられるが、生殖的隔離は観察できず、両者の分布境界にあたる丹後・但馬地方では雑種の存在が確認されている。この大きな遺伝的分化は少なくとも400〜500万年前には発生していたと推定されている。
本種は、アロザイム (Alloenzyme) 分析によれば生息している水域ごとに「東日本型」「東瀬戸内型」「西瀬戸内型」「山陰型」「北部九州型」「大隅型」「有明型」「薩摩型」「琉球型」の9種類の地域型に細分されるとの結果がでている。さらに、ミトコンドリアDNAの解析からは、これらの水域ごとの遺伝的に異なる個体群にはそれぞれ相互に異なる環境適応の構造が検出されている。
オスは背ビレが大きく、切れ込みが入っていて、尻ビレも平行四辺形のような形で大きく、メスは、背びれは小さくて、切れ込みがなく、尻ビレは三角形ような形で小さい。
外来種のカダヤシとよく似ており、間違われることがある。

## 飼育方法
水温の変化が苦手なので、直射日光がなく、冷暖房の影響が少ない場所明るい場所に水槽を置く。飼育匹数は1Lに対して一匹ほど。ドジョウや巻き貝、ヌマエビなどは一緒に飼えるが、金魚や亀などは一緒には飼えない。設置してメダカを入れた日は餌を与えず、7日目までは目安量の半分の餌を与える。1回の餌の量の目安は、5分で食べきる量。水槽には底砂、水草、フィルターなどを入れる。フィルターは、メダカが速い流れを嫌うので、流れが遅いものにする。

## 品種改良
いろいろな体型や色のメダカが作られていて、主な体型は、普通体型、ヒカリ体型、ダルマ体型、ヒカリダルマ体型があります。ヒカリ体型は、背と腹を区別する遺伝子が壊れていて、背びれが尻びれと同じ形をしていて、背中が腹側と同じように光っています。ダルマ体型は体長が短く、背が盛り上がっていて、泳ぎが苦手で水温などにも敏感で飼育が難しい。ヒカリダルマ体型はその両方の特徴を合わせ持っている。目は、普通の目、アルビノ、出目、パンダ、ブルーアイなどがある。アルビノはメラニンという色素がなく、血液の色が透けて赤く見える。出目は、字の通り両目が飛び出していて、目から口先までの長さも短い。パンダは虹彩に虹色素胞という光を反射する細胞がなく、黒く見える。ブルーアイは瞳孔が青い。虹色素胞が作る特徴には、ウロコが輝くラメ、背にすじ状の輝きが見られる体外光、虹色素胞か反射して体内に独特の光沢が見える体内光等がある。ヒレには、全てのヒレが長くのびるが形が様々で裂けたりもするヒレ長、元の形を保ったまま長くなるリアルロングフィン、ヒレに光沢があるヒレ光、背びれがないマルコなどがある。

## 保全状態
絶滅危惧II類 (VU)（環境省レッドリスト）
環境省のレッドリストに絶滅危惧II類 (VU)（環境省レッドリスト）（絶滅の危険が増大している種）として記載されている。以前は「メダカ」1種の記載であったが、2013年2月の第4次レッドリストでは「メダカ南日本集団 (Oryzias latipes)」に分けて記載された。

## 関連文献
- 入口友香[人 1]、中尾遼平、高田啓介、北川忠生「関東地方におけるミナミメダカ集団の在来マイトタイプの再検討」『魚類学雑誌』第64巻第1号、日本魚類学会、2017年4月25日、11-18頁。CRID 1390001288036635648、doi:10.11369/jji.64-11。
- 今井萌美、須山知香[人 2]、三宅崇、古屋康則「野生のミナミメダカOryzias latipesの摂餌生態」『岐阜大学教育学部研究報告. 自然科学』第41巻、岐阜大学教育学部、2017年、71-84頁。CRID 1520009408873431424。
- 尾田正二[人 3]「新種としてのキタノメダカへの異論」『環境毒性学会誌』第19巻第1号、日本環境毒性学会、2016年、9-17頁、doi:10.11403/jset.19.9。
- 中尾遼平[人 4]「日本の野生メダカの保全-個体群減少と遺伝的撹乱- 3. 日本の野生メダカ集団における遺伝的撹乱の現状」『日本水産学会誌』第83巻第2号、日本水産学会、2017年、235頁、doi:10.2331/suisan.WA2353-4。
  - 中尾遼平、入口友香、北川忠生「日本の野生メダカにおける遺伝的撹乱の現状」『海洋と生物』第39巻第2号、生物研究社、2017年4月、126-130頁。CRID 1523951030960992768。